# پاسکال اولمتا
پاسکال اولمتا (انگلیسی: Pascal Olmeta؛ زادهٔ ۷ آوریل ۱۹۶۱) بازیکن فوتبال اهل فرانسه است.
از باشگاه‌هایی که در آن بازی کرده‌است می‌توان به باشگاه فوتبال اسپانیول، باشگاه فوتبال المپیک مارسی، باشگاه فوتبال المپیک لیون، و باشگاه فوتبال باستیا اشاره کرد.
وی همچنین در تیم ملی فوتبال زیر ۲۱ سال فرانسه بازی کرده‌است.